# De Kerstwens
De Kerstwens is de tweede speciale aflevering van Samson en Gert, in België voor het eerst uitgezonden op 21 december 2008.

## Verhaal
Samson en Gert vieren samen met hun vrienden Alberto, de burgemeester en Van Leemhuyzen kerstmis in de Ardennen. In hun chalet ontdekt Gert spullen van zijn grootoom Jan. Hij vertelt zijn vrienden spannende verhalen over zijn grootoom. Jan is een piloot die met zijn kleine vliegtuigje de wereld rondreist. Gert hoopt dat hij zijn grootoom snel zal weerzien. Wanneer Samson een vallende ster ziet wenst hij dat grootoom Jan snel naar België komt. De wens lijkt uit te komen. Grootoom Jan belt Gert en zegt hem dat hij vanavond komt. Gert is erg gelukkig. Later horen Gerts vrienden op de radio dat door een sneeuwstorm vliegtuigen niet mogen opstijgen. Om Gert niet ongelukkig te maken doet de burgemeester zich voor als Jan. Dit plan mislukt echter want Gert heeft hen al snel door. Ze leggen alles uit en verontschuldigen zich. Op de radio horen ze echter dat het vliegtuig van Jan toch is opgestegen maar dat het contact met het vliegtuig is verbroken. De vrienden vrezen het ergste. Maar Jan is een taaie avonturier en wanneer hij plots toch voor de deur van hun chalet staat kunnen ze samen met hem het kerstfeest beleven.

## Cast
| Personage               | Acteur              |
| ----------------------- | ------------------- |
| Samson                  | Peter Thyssen       |
| Gert                    | Gert Verhulst       |
| Alberto Vermicelli      | Koen Crucke         |
| Burgemeester            | Walter De Donder    |
| Eugène van Leemhuyzen   | Walter Baele        |
| Grootoom Jan            | Luk D'Heu           |
| Radiopresentator (stem) | Bart Van Leemputten |

## Crew
- Verhaal/scenario: Bart Van Leemputten, Sven Duym, Christophe Ameye, Gert Verhulst en Hans Bourlon
- Regie: Bart Van Leemputten
- 1e assisttent regie: Paco Mergan
- Script: Natasja Van den Broeck
- Colorgrading en grafiek: Pieter Jan Ardies

## Merchandise
- Deze special werd vanaf 26 november 2011 uitgegeven op DVD. Bij de DVD werd de Samson en Gert Kerstshow 2007 - 2008 als bonus toegevoegd.